# 侯氏 (后唐庄宗)
侯氏，符道昭的妻子，后成为后唐庄宗李存勖的宠姬。
天祐五年（908年），李存勖在潞州夹寨（夹城）攻打后梁的军队，得到符道昭的妻子侯氏，而侯氏因美貌出眾，获得了李存勖的专宠，被称之为“夹寨夫人”。李存勖征战四方，侯氏则常常跟随在军中。
李存勖在登基称帝的第二年，即同光二年（924年）十一月，有一位侯氏被封為昭仪，之後又封为汧国夫人。昭仪侯氏，与侯氏是否为同一人，已无法考证。
清代翟颢在《风俗编》中考证，压寨夫人应是“夹寨夫人”之讹传。